# 변주연
변주연(1998년 10월 8일 ~ )은 대한민국의 배우이다.

## 학력
- 2005년 ~ 2011년 서울금화초등학교
- 2011년 ~ 2014년 동명여자중학교
- 2014년 ~ 2017년 중앙여자고등학교
- 2017년 ~ 2019년 동서울대학교 연기예술과

## 출연

### 방송

#### 드라마
- 2003년 MBC 주말연속극 《회전목마》 ... 진교의 딸 역
- 2003년 KBS 2TV 수목드라마 《상두야 학교가자》 ... 희진 역
- 2005년 SBS 월화대기획 《패션 70's》 ... 어린 더미 역 (이요원 아역)
- 2006년 SBS 아침연속극 《사랑하고 싶다》 ... 여진의 딸, 강예슬 역
- 2006년 SBS 월화드라마 《독신천하》 ... 장소라 역
- 2007년 SBS 수목대기획 《로비스트》 ... 수지 역 (최자혜 아역)

### 영화
- 2003년 《국화꽃 향기》 ... 재인 역
- 2003년 《조폭 마누라 2 - 돌아온 전설》 ... 어린 윤지현 역 (류현경 아역)
- 2004년 《내 남자의 로맨스》 ... 6세 현주 역 (김정은 아역)
- 2004년 《인형사》 ... 어린 해미 역 (김유미 아역)
- 2004년 《여고생 시집가기》 ... 어린 평강 역 (임은경 아역)
- 2005년 《간 큰 가족》 ... 명석 딸 역
- 2005년 《이대로, 죽을 순 없다》 ... 이현지 역
- 2006년 《도마뱀》 ... 어린 아리 역 (강혜정 아역)
- 2006년 《구미호 가족》 ... 기동의 딸 역

## 수상
- 2005년 SBS 연기대상 아역상 《패션 70's》